# 日本グランプリシリーズ
日本グランプリシリーズ（にっぽんグランプリシリーズ または にほんグランプリシリーズ）とは、日本陸上競技連盟 (JAAF) が後援し、日本全国で開催される陸上競技（トラック&フィールド）の競技会の総称。

## 概要
2017年までは全国で開催される主要な4-6競技会を「日本グランプリシリーズ」と位置づけ、それぞれが各種目における主要国際大会（世界陸上、夏季五輪等）の代表選考会と定めていた。
2018年度から大きく様変わりし、日本各地（2018年は13都市）で開催される陸上競技大会について、JAAFが各大会ごとに記録や順位により算出される「シリーズポイント」を付与し、ポイントが最も高かった男女各1人の選手を「シリーズチャンピオン」として表彰するもの。シリーズチャンピオンには強化費および翌シリーズの招待選手の権利などが与えられることになっている。対象種目は男女合わせて38種目に上るが、大会ごとにポイント対象種目が割り当てられており（一部日本陸上競技選手権大会で代替する種目あり）、かつ「グランプリ」のポイントは個人最高ポイントを獲得した2-3大会の成績をもって比較するため（後述）、各選手は必ずしも全ての大会に出場する必要は無い。
2020年・2021年はサトウ食品との間でネーミングライツパートナー契約を結び、「サトウ食品日本グランプリシリーズ」の名称を用いていた。

### シリーズポイント
日本グランプリシリーズの「シリーズポイント」は、大会ごとに以下の要素に基づくポイントの合計からなる「パフォーマンスポイント」の合計値を用いる。
- パフォーマンスポイントの要素
  - 記録ポイント：ワールドアスレティックスが定めたWorld Athletics Scoring Tablesをもとに記録をポイント化したもの
  - 特別ポイント：日本記録（新記録・タイ記録）を樹立した際に付与されるポイント

2021年以降はポイント対象となる15競技会のうちパフォーマンスポイントの高い3大会を抽出（混成競技と10000mは2大会分を1.5倍）してシリーズポイントとし、シリーズポイントが最も高い男女各1名が「シリーズチャンピオン」として表彰する。
2020年までは大会を「グランプリプレミア」（4競技会）と「グランプリ」（9-10競技会）に分けており、「グランプリプレミア」で獲得したパフォーマンスポイントを「グランプリプレミアポイント」、「グランプリ」で獲得したパフォーマンスポイントの内、最高点の1大会分について「グランプリポイント」とし、グランプリプレミアポイントとグランプリポイントの合計をシリーズポイントとして比較し、シリーズポイントが最も高い男女各1名を「シリーズチャンピオン」として表彰していた。また、各競技会ごとのパフォーマンスポイント最高得点者に与えられる「ミーティングチャンピオンポイント」が加算対象となっており、各種目ごとにシリーズポイントが最も高い1名を「種目別チャンピオン」として表彰したほか、パフォーマンスポイントに「順位ポイント」（競技会において、外国籍選手を除いた最終順位ごとに付与されるポイント）の要素が加わっていた。

## 大会一覧
| 種別             | 大会名                                   | 会場                                | 日程            |
| ---------------- | ---------------------------------------- | ----------------------------------- | --------------- |
| シリーズ指定大会 | 熊本大会（金栗記念選抜陸上中長距離大会） | えがお健康スタジアム                | 4月9日          |
| シリーズ指定大会 | 神戸大会（兵庫リレーカーニバル）         | 神戸総合運動公園ユニバー記念競技場  | 4月23日・24日   |
| シリーズ指定大会 | 出雲大会（吉岡隆徳記念出雲陸上競技大会） | 島根県立浜山公園陸上競技場          | 4月23日・24日   |
| シリーズ指定大会 | 広島大会（織田幹雄記念国際陸上競技大会） | エディオンスタジアム広島            | 4月29日         |
| シリーズ指定大会 | 大阪大会（木南道孝記念陸上競技大会）     | ヤンマースタジアム長居              | 4月30日・5月1日 |
| シリーズ指定大会 | 静岡大会（静岡国際陸上競技大会）         | 小笠山総合運動公園 エコパスタジアム | 5月3日          |
| シリーズ指定大会 | 延岡大会（ゴールデンゲームズinのべおか） | 延岡市西階総合運動公園陸上競技場    | 5月4日          |
| シリーズ指定大会 | 水戸大会（水戸招待陸上）                 | ケーズデンキスタジアム水戸          | 5月5日          |
| シリーズ指定大会 | 鳥取大会（布勢スプリント）               | ヤマタスポーツパーク陸上競技場      | 6月26日         |
| シリーズ指定大会 | 札幌大会（南部忠平記念陸上競技大会）     | 札幌厚別公園陸上競技場              | 7月10日         |
| シリーズ指定大会 | 新潟大会（Athletics Challenge Cup）      | デンカビッグスワンスタジアム        | 10月1日・2日    |
| シリーズ指定大会 | 山口大会（田島直人記念陸上競技大会）     | 維新みらいふスタジアム              | 10月16日        |
| ポイント対象大会 | 第106回日本陸上競技選手権大会            | 国立競技場（10000m）                | 5月7日          |
| ポイント対象大会 | 第106回日本陸上競技選手権大会            | ソユースタジアム（混成競技）        | 6月4日・5日     |
| ポイント対象大会 | 第106回日本陸上競技選手権大会            | ヤンマースタジアム長居（上記以外）  | 6月9日-12日     |

2023年度は日本陸連のグランプリシリーズの条件を満たす大会を各主催者から募集し、18大会にわたって行われる予定である。
| 種別      | 種別                           | 大会名（☆新規登録）                                  | 会場                                     | 日程   |
| --------- | ------------------------------ | ---------------------------------------------------- | ---------------------------------------- | ------ |
| グレード1 | CTブロンズ・ Cカテゴリー       | 織田幹雄記念国際陸上競技大会                         | エディオンスタジアム広島                 | 4月    |
| グレード1 | CTブロンズ・ Cカテゴリー       | 静岡国際陸上競技大会                                 | 小笠山総合運動公園エコパスタジアム       | 5月    |
| グレード1 | CTブロンズ・ Cカテゴリー       | 木南道孝記念陸上競技大会                             | ヤンマースタジアム長居                   | 5月    |
| グレード1 | CTブロンズ・ Cカテゴリー       | Yogibo Athletics Challenge Cup                       | デンカビッグスワンスタジアム             | 9-10月 |
| グレード2 | CTチャレンジャー・ Dカテゴリー | ☆TOKYO Spring Challenge兼東京陸上競技選手権大会      | 国立競技場                               | 4月    |
| グレード2 | CTチャレンジャー・ Dカテゴリー | 兵庫リレーカーニバル                                 | 神戸ユニバー記念競技場                   | 4月    |
| グレード2 | CTチャレンジャー・ Dカテゴリー | ☆ディスタンスチャレンジ                              | 会場調整中                               | 12月   |
| グレード2 | Eカテゴリー                    | 金栗記念選抜陸上中距離大会                           | えがお健康スタジアム                     | 4月    |
| グレード2 | Eカテゴリー                    | 布勢スプリント                                       | ヤマタスポーツパーク陸上競技場           | 6月    |
| グレード2 | Eカテゴリー                    | ☆オールスターナイト陸上 実業団・学生対抗陸上競技大会 | レモンガススタジアム平塚                 | 7月    |
| グレード2 | Eカテゴリー                    | 南部忠平記念陸上競技大会                             | 札幌厚別公園競技場                       | 7月    |
| グレード2 | Eカテゴリー                    | ☆Athlete Night Games in FUKUI                        | 福井運動公園陸上競技場                   | 7月    |
| グレード2 | Eカテゴリー                    | 田島直人記念陸上競技大会                             | 維新みらいふスタジアム                   | 7月    |
| グレード2 | Eカテゴリー                    | ☆富士北麓ワールドトライアル                          | 富士山の銘水スタジアム                   | 8月    |
| グレード3 | Fカテゴリー                    | 吉岡隆徳記念出雲陸上競技大会                         | 島根県立浜山公園陸上競技場               | 4月    |
| グレード3 | Fカテゴリー                    | ゴールデンゲームズ in のべおか                       | 延岡市西階陸上競技場                     | 5月    |
| グレード3 | Fカテゴリー                    | 水戸招待陸上                                         | ケーズデンキスタジアム水戸               | 5月    |
| グレード3 | Fカテゴリー                    | ☆TWOLAPS MIDDLE DISTANCE CIRCUIT in TOKYO            | 駒沢オリンピック公園総合運動場陸上競技場 | 10月   |

## 過去のシリーズチャンピオン
| 年度   | 男子                 | 女子                             |
| ------ | -------------------- | -------------------------------- |
| 2018年 | 山縣亮太（セイコー） | 山ノ内みなみ（京セラ）           |
| 2019年 | 高山峻野（ゼンリン） | 北口榛花（日本大）               |
| 2020年 | 相澤晃（旭化成）     | 新谷仁美（積水化学）             |
| 2021年 | 金井大旺（ミズノ）   | 寺田明日香（ジャパンクリエイト） |

## 年度別大会一覧（2018年まで）
- 2009年 GP1 和歌山, GP2 兵庫, GP3 織田記念, GP4 静岡国際, GP5 南部記念, GP6 群馬
- 2010年 GP1 和歌山, GP2 兵庫, GP3 織田記念, GP4 静岡国際, GP5 南部記念
- 2011年 GP1 和歌山, GP2 兵庫, GP3 織田記念, GP4 静岡国際
- 2012年 GP1 兵庫, GP2 東京, GP3 織田記念, GP4 静岡国際
- 2013年, 2014年 GP1 兵庫, GP2 和歌山, GP3 織田記念, GP4 静岡国際
- 2015年 GP1 織田記念, GP2 和歌山, GP3 兵庫, GP4 静岡国際
- 2016年 GP1 兵庫, GP2 織田記念, GP3 和歌山, GP4 静岡国際[8]
- 2017年 GP1 TOKYO Combined, GP2 兵庫, GP3 織田記念, GP4 静岡国際[9]
- 2018年 GPP1 TOKYO Combined, GPP2 兵庫, GPP3 織田記念, GPP4 静岡国際, GP1 金栗記念, GP2 吉岡記念, GP3 水戸, GP4 のべおか, GP5 木南記念, GP6 布勢, GP7 田島記念, GP8 南部記念, GP9 北九州[10]

かつて日本グランプリシリーズと位置づけられていた大会
- 日本選抜陸上和歌山大会

2006年より2016年まで、4月下旬に紀三井寺運動公園陸上競技場（和歌山市）で行われていた。
2017年から東京で開催される「TOKYO Combined Events Meet」に移行。
- 水戸国際陸上競技大会

毎年5月上旬に水戸市立競技場で行われていた。スタジアム改修のために2004年をもって終了。
- 日本選抜陸上石川大会

毎年5月上旬（以前は7月上旬）に石川県西部緑地公園陸上競技場（石川県金沢市）で行われていた。
- 群馬リレーカーニバル

毎年10月中旬に敷島公園陸上競技場（群馬県前橋市）で行われる。現在も開催中。
- TOKYO Combined Events Meet

日本選抜陸上和歌山大会の後継大会として2017年から2019年まで駒沢オリンピック公園総合運動場陸上競技場で開催。2020年に新型コロナウイルス感染症の影響で中止となり、2021年からは開催されていない。
- 北九州陸上カーニバル

毎年10月に北九州市立本城陸上競技場（北九州市）で行われる。現在も開催中。